# Havneparken

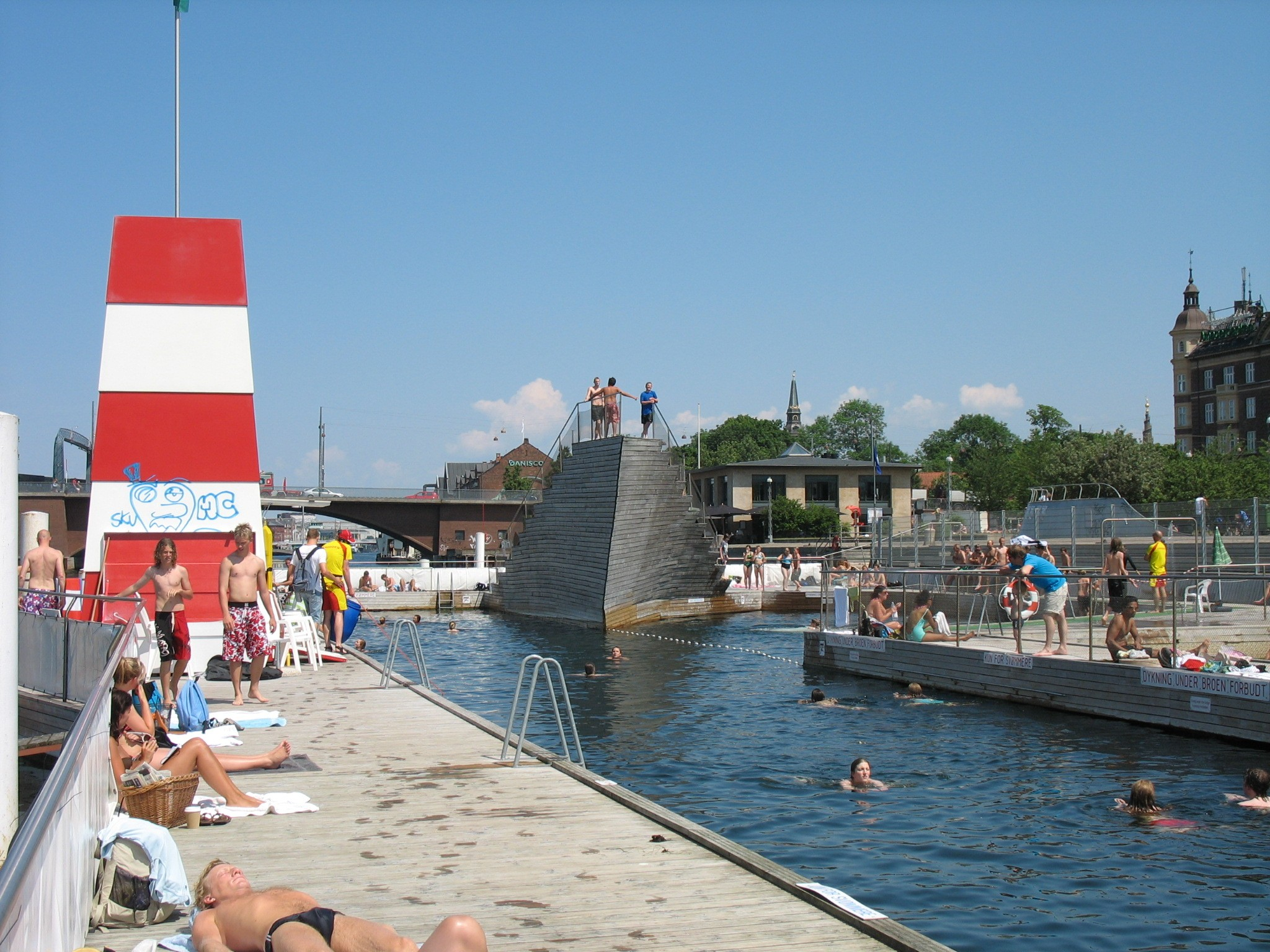
Arkitektfirman Plots havnebad i Havneparken, 2007

Havneparken är en park på Islands Brygge mellan vägen Islands Brygge och kajkanten. 
Den första delen av parken anlades efter press från lokala invånargrupper. 1983-84 överfördes bruksrätten till en areal på 10 000 m² till lokalrådet. Detta området låg närmast Langebro. 1995 utvidgades parken till det nuvarande cirka 28 000 m² stora området.
Kulturhuset Islands Brygge är en viktig del av parken och ligger ungefär i parkens mitt. En annan viktig del av Havneparken är Københavns Havnebad som ligger i vattnet ut från den norra delen av parken. Havnebadet öppnades som ett temporärt bad 2002. Denna temporära konstruktion såldes 2003 till Fisketorvet och döptes om till Copencabana. Det nuvarande permanenta hamnbadet har kapacitet för cirka 600 badande. Rätt ovanför Havnebadet ligger hamnpromenaden Kalvebod Bølge, som också är uppbyggd omkring vattenaktiviteter.

## Priser
- Årets gråspurv – 1984
- Den grønne pris – 2000
- Byplanprisen – 2003 tillföll stadsdelen Islands Brygge med Havneparken som en viktig del.